# Liste der Kulturgüter in Steinen
Die Liste der Kulturgüter in Steinen enthält alle Objekte in der Gemeinde Steinen im Kanton Schwyz, die gemäss der Haager Konvention zum Schutz von Kulturgut bei bewaffneten Konflikten, dem Bundesgesetz vom 20. Juni 2014 über den Schutz der Kulturgüter bei bewaffneten Konflikten sowie der Verordnung vom 29. Oktober 2014 über den Schutz der Kulturgüter bei bewaffneten Konflikten unter Schutz stehen.
Objekte der Kategorien A und B sind vollständig in der Liste enthalten, Objekte der Kategorie C fehlen zurzeit (Stand: 1. Januar 2023). Unter übrige Baudenkmäler sind zusätzliche Objekte zu finden, die gemäss Angaben des kantonalen Denkmalschutzes als geschützte Denkmäler eingestuft wurden und nicht bereits in der Liste der Kulturgüter enthalten sind.

## Kulturgüter
| Foto |                                                                                          | Objekt                                                                                    | Kat. | Typ | Standort                             | Beschreibung |
| ---- | ---------------------------------------------------------------------------------------- | ----------------------------------------------------------------------------------------- | ---- | --- | ------------------------------------ | ------------ |
| ja   | Datei hochladen · Wikidata zu Kirchenbezirk Steinen (Q123520921)                         | Kirchenbezirk Steinen mit Pfarrkirche St. Jakob, Beinhaus und Kirchenbogen KGS-Nr.: 04884 | A    | G   | Dorfplatz 689223 / 211661            |              |
| BW   | Datei hochladen · Wikidata zu Ehemaliges Zisterzienserinnenkloster in der Au (Q29525693) | Ehemaliges Zisterzienserinnenkloster in der Au KGS-Nr.: 11765                             | A    | F   | Au 688650 / 210569                   |              |
| ja   | Datei hochladen · Wikidata zu Haus (Q29525698)                                           | Haus KGS-Nr.: 11766                                                                       | A    | G   | Herrengasse 11 689161 / 211571       |              |
| ja   | Datei hochladen · Wikidata zu Haus (1306) (Q29525704)                                    | Haus KGS-Nr.: 11767                                                                       | A    | G   | Herrengasse 15 689150 / 211578       |              |
| ja   | Datei hochladen · Wikidata zu Haus (Feld) (Q29525711)                                    | Haus (Feld) KGS-Nr.: 11768                                                                | A    | G   | Räbengasse 17 689172 / 211138        |              |
| ja   | Datei hochladen · Wikidata zu Kapelle zum Grossen Herrgott (Q29882088)                   | Kapelle zum Grossen Herrgott KGS-Nr.: 04885                                               | B    | G   | Au 689135 / 210994                   |              |
| ja   | Datei hochladen · Wikidata zu Kapelle in der Au (Q123237830)                             | Kapelle in der Au KGS-Nr.: 04886                                                          | B    | G   | Aazopfweg 17.1 688632 / 210571       |              |
| ja   | Datei hochladen · Wikidata zu Stauffacher-Kapelle (Q29882095)                            | Stauffacher-Kapelle KGS-Nr.: 04887                                                        | B    | G   | Schwyzerstrasse 21.1 689690 / 211471 |              |
| ja   | Datei hochladen · Wikidata zu Haus (Gasthaus zum Rössli) (Q29882008)                     | Haus (Gasthaus zum Rössli) KGS-Nr.: 10213                                                 | B    | G   | Dorfplatz 1 689250 / 211600          |              |
| ja   | Datei hochladen · Wikidata zu Pfarrhaus (Q29882094)                                      | Pfarrhaus KGS-Nr.: 10215                                                                  | B    | G   | Rossbergstrasse 1 689175 / 211650    |              |
| ja   | Datei hochladen · Wikidata zu Haus (Gemeindehaus) (Q29882080)                            | Haus (Gemeindehaus) KGS-Nr.: 12948                                                        | B    | G   | Postplatz 8 689165 / 211640          |              |
| ja   | Datei hochladen · Wikidata zu Haus (zur Krone) (Q29882083)                               | Haus (zur Krone) KGS-Nr.: 12949                                                           | B    | G   | Dorfplatz 2 689265 / 211614          |              |
| ja   | Datei hochladen · Wikidata zu Haus (Huwyler) (Q29882081)                                 | Haus (Huwyler) KGS-Nr.: 12950                                                             | B    | G   | Hammerschmitten 4 689195 / 212724    |              |
| ja   | Datei hochladen · Wikidata zu Haus (Q29882002)                                           | Haus KGS-Nr.: 12968                                                                       | B    | G   | Schwyzerstrasse 1 689282 / 211609    |              |
| ja   | Datei hochladen · Wikidata zu Fleckhaus (Q29882003)                                      | Haus KGS-Nr.: 12969                                                                       | B    | G   | Schwyzerstrasse 9 689386 / 211552    |              |
| ja   | Datei hochladen · Wikidata zu Haus (Camenzindhaus) (Q29882005)                           | Haus (Camenzindhaus) KGS-Nr.: 12970                                                       | B    | G   | Herrengasse 8 689110 / 211603        |              |
| ja   | Datei hochladen · Wikidata zu Doppelhaus (Q29882000)                                     | Haus KGS-Nr.: 12972                                                                       | B    | G   | Schwyzerstrasse 20 689545 / 211464   |              |
| ja   | Datei hochladen · Wikidata zu Kapelle St. Vinzenz (Q29882087)                            | Kapelle St. Vinzenz KGS-Nr.: 12973                                                        | B    | G   | Goldauerstrasse 688556 / 211613      |              |
| ja   | Datei hochladen · Wikidata zu Häuser (Q123523331)                                        | Häuser KGS-Nr.: 16809                                                                     | B    | G   | Kreuzgasse 3–5 689260 / 211725       |              |

## Übrige Baudenkmäler
| ID     | Foto |                                                        | Objekt                                | Typ | Standort                            | Beschreibung |
| ------ | ---- | ------------------------------------------------------ | ------------------------------------- | --- | ----------------------------------- | ------------ |
| 05.001 | ja   | Datei hochladen · Wikidata zu Beinhaus (Q29525686)     | Pfarrkirche                           | G   | Dorfplatz 689239 / 211664           |              |
| 05.002 | ja   | Datei hochladen · Wikidata zu Beinhaus (Q29525686)     | Beinhaus                              | G   | Mühlegasse 4.1 689265 / 211674      |              |
| 05.003 | ja   | Datei hochladen · Wikidata zu Kirchenbogen (Q29882092) | Kirchenbogen                          | G   | Dorfplatz 689238 / 211643           |              |
| 05.004 | ja   | Datei hochladen                                        | Gasthaus zum Hirschen                 | G   | Rossbergstrasse 5 689200 / 211679   |              |
| 05.005 | ja   | Datei hochladen                                        | Kaplanei                              | G   | Rossbergstrasse 3 689192 / 211663   |              |
| 05.009 | ja   | Datei hochladen                                        | Haus                                  | G   | Mühlegasse 4 689280 / 211662        |              |
| 05.013 | ja   | Datei hochladen                                        | Gasthaus Stauffacher                  | G   | Schwyzerstrasse 4 689317 / 211573   |              |
| 05.017 | ja   | Datei hochladen                                        | Haus Raindli                          | G   | Rossbergstrasse 2 689240 / 211774   |              |
| 05.018 | ja   | Datei hochladen                                        | Haus                                  | G   | Rossbergstrasse 8 689260 / 211849   |              |
| 05.020 | ja   | Datei hochladen                                        | Haus Bächi                            | G   | Breitenstrasse 4 689045 / 211634    |              |
| 05.021 | ja   | Datei hochladen                                        | Villa Reseda                          | G   | Bahnhofstrasse 25 688838 / 211432   |              |
| 05.022 | ja   | Datei hochladen                                        | Gasthaus Bahnhof                      | G   | Bahnhofstrasse 30 688815 / 211460   |              |
| 05.024 | BW   | Datei hochladen                                        | Haus Riedmatt                         | G   | Goldauerstrasse 9 688175 / 211469   |              |
| 05.025 | BW   | Datei hochladen                                        | Haus Reichlin                         | G   | Mulfis 2 687866 / 211701            |              |
| 05.026 | BW   | Datei hochladen                                        | Haus                                  | G   | Gupfenriedweg 6 688045 / 212134     |              |
| 05.029 | BW   | Datei hochladen                                        | Haus Hammerschmiede (Walzwerk)        | G   | Hammerschmitten 4.2 689290 / 212640 |              |
| 05.030 | BW   | Datei hochladen                                        | Haus                                  | G   | Rossberg-Diezigen 2 689290 / 212879 |              |
| 05.033 | BW   | Datei hochladen                                        | Haus Felsberg                         | G   | Platten 4 689960 / 210524           |              |
| 05.037 | ja   | Datei hochladen                                        | Haus                                  | G   | Au, Schornenweg 4 689156 / 210943   |              |
| 05.039 | ja   | Datei hochladen                                        | Haus                                  | G   | Dorfplatz 5 689229 / 211616         |              |
| 05.043 | ja   | Datei hochladen                                        | Alters- und Pflegezentrum Au (Altbau) | G   | Aazopfweg 19 688649 / 210538        |              |
| 05.044 | BW   | Datei hochladen                                        | Haus Schuler                          | G   | Stalden 1 688955 / 212279           |              |
| 05.046 | ja   | Datei hochladen                                        | Haus                                  | G   | Bahnhofstrasse 8 689030 / 211561    |              |

Legende: Siehe Legende der Liste der Kulturgüter von nationaler und regionaler Bedeutung. Anstelle der KGS-Nummer wird als Objekt-Identifikator (ID) die Nummer im Kantonalen Schutzinventar (KSI) verwendet.